# Inesita de Asúa
Inesita de Asúa es el nombre de una variedad cultivar de manzano (Malus domestica). Esta manzana está cultivada en la Estación de fruticultura de Zalla (Vizcaya). Así mismo está cultivada en la colección del Banco de Germoplasma del manzano de la Universidad Pública de Navarra con el N.º BGM268; ejemplares procedentes de esquejes localizados en Vizcaya.

## Sinónimos
- "Manzana Inesita de Asúa",[6]
- "Inesita de Asúa Sagarra",[7][8][9][10][11]

## Características
El manzano de la variedad 'Inesita de Asúa' tiene un vigor elevado. El árbol tiene tamaño medio y porte semi erecto, con tendencia a ramificar baja, con hábitos de fructificación en ramos cortos y largos; pubescencia ausente a muy débil; presencia de lenticelas muy escasas; grosor de la rama es media, con la longitud de los entrenudos media.
Época de floración media, con una duración de la floración media. Incompatibilidad de alelos S3 S? S?.
Las hojas tienen una longitud del limbo de tamaño medio, con color verde oscuro, pubescencia presente, con la superficie poco brillante. Forma de las estípulas es foliáceas. Forma del limbo es biojival, forma del ápice achatado, forma de los dientes serrados, con forma de la base redondeada, con la forma del ápice del limbo apicular, forma de los dientes serrados, y la forma de la base del limbo redondeado. Plegamiento del limbo con porte horizontal, con longitud del peciolo medio.
La variedad de manzana 'Inesita de Asúa' tiene un fruto de tamaño pequeño, de forma aplastada; con color de fondo verde, sobre color importante, siendo el color del sobre color naranja, siendo su reparto en placas estriadas, y una sensibilidad al "russeting" (pardeamiento áspero superficial que presentan algunas variedades) débil; con grosor de pedúnculo fino, longitud del pedúnculo medio, anchura de la cavidad peduncular es media, profundidad cavidad pedúncular media, importancia del "russeting" en cavidad peduncular es media; profundidad de la cavidad calicina es pequeña, anchura de la cavidad calicina es media, importancia del "russeting" en cavidad calicina es débil; apertura de los lóbulos carpelares es parcialmente abiertos; apertura del ojo cerrado; color de la carne blanca; acidez débil, azúcar alto, y firmeza de la carne media.
Época de maduración y recolección muy tardía. Se trata de una variedad muy productiva, tiende a dar cosechas numerosas cada dos años (contrañada);  conviene aclarar la producción cuando estén en flor o el fruto sea pequeño, para que dé buenos frutos anualmente. Se usa como manzana de mesa.

## Susceptibilidades
- Oidio: ataque débil
- Moteado: ataque débil
- Fuego bacteriano: ataque medio
- Carpocapsa: ataque fuerte
- Pulgón verde: ataque débil
- Araña roja: ataque medio[3][14]